# Beatriz de Eça
D. Beatriz de Eça, por vezes Brites de Eça (c. 1416 ou 1421 - d. 1461 ou 1480) foi uma religiosa portuguesa do século XV.

## Biografia
D. Beatriz de Eça era filha de D. Fernando de Eça, Senhor de Eça, e de sua primeira mulher Maria de Melo.
Foi Abadessa do Mosteiro de Celas, em Coimbra.
Teve ilícitos amores com o Bispo de Viseu, D. João Gomes de Abreu, do qual teria tido dois filhos, Diogo Gomes e Pedro Gomes de Abreu, marido de D. Mécia da Cunha, 12.ª senhora de Tábua.
Sobre estas religiosas, Anselmo Braamcamp Freire escreve: "foi característico o porte desregrado das senhoras das primeiras gerações dos Eças, e bem revelador do atavismo, ou melhor, da hereditariedade, a que se mostraram sujeitas". É curioso que várias pessoas da sua família, igualmente religiosas, se celebrizaram também por ilícitos amores com parentes do Bispo. Uma meia-irmã, D. Catarina de Eça, famosa Abadessa do Mosteiro de Lorvão, foi amante de Pedro Gomes de Abreu, Senhor de Regalados e sobrinho-neto do Bispo. Joana de Eça, filha duma meia-irmã e irmã, respectivamente, das duas anteriores, e também Abadessa do Mosteiro de Celas, teve amores com Vasco Gomes de Abreu, Poeta dos Cancioneiros e sobrinho do Bispo. Finalmente, D. Filipa de Eça, prima-irmã da anterior e filha de D. Pedro de Eça, meio-irmão e irmão, respectivamente, das duas primeiras, Abadessa do Mosteiro de Vale de Madeiros e do Mosteiro de Lorvão, foi amante do Poeta João Gomes de Abreu. Anselmo Braamcamp Freire, que estudou este assunto, diz que as Freiras da família de Eça "parece terem tomado a peito procriarem bastardos dos Abreus". A terminar, acrescenta que, em Carta do Rei D. João III de Portugal datada de 31 de Agosto de 1543 para o Embaixador de Portugal nos Estados Pontifícios junto do Papa Paulo III, o Rei pede ajuda para combater o comportamento dissoluto das Eças no Mosteiro de Lorvão.